# Гильом из Шампо
Гильо́м из Шампо́ (или Гильом де Шампо, также Гийом; ок. 1068—1121) — средневековый французский философ-мистик, представитель крайнего реализма, богослов, епископ шалонский с 1113 года. Ученик Манеголда из Лаутенбаха, богослова Ансельма Ланского и Иоанна Росцелина, друг Бернара Клервоского.
Вступил в спор с Абеляром, который дал весьма нелестную характеристику его учениям в своем труде «История моих бедствий» и разгромил Гильома де Шампо на диспуте. Сочинения Гильома де Шампо не сохранились. Судить о его воззрениях можно лишь по работе Абеляра. Отойдя от научной борьбы, Гильом де Шампо основал богословскую школу при монастыре святого Виктора в Париже (каноникат св. Виктора). Каноникат стал важным философским и учебным центром, центром мистической теологии, отличался строгой дисциплиной, напоминавшей монастырскую. Расцвет Сен-Викторской школы связан с двумя религиозными мыслителями-мистиками — Гуго Сен-Викторским и Ришаром Сен-Викторским.

## Сочинения
- Sententiae vel Quaestiones XLVII. – Lefevre G. Les variations de Guillaume de Champeaux et la question des universaux: Étude suivie de documents originaux. Lille, 1898.
- Диалог между Иудеем и Философом о католической вере. – «Человек», 1998, № 3–5.